# سیارک ۱۵۸۶۲۳
سیارک ۱۵۸۶۲۳ (به انگلیسی: 158623 Perali، نامگذاری:2003BS4) صد و پنجاه و هشت هزار و ششصد و بیست و سومین سیارک کشف شده‌است که در ۲۴ ژانویه ۲۰۰۳ کشف شد.